# Université de Caroline du Sud
L'université de Caroline du Sud (USC) est la plus grande université de l'État de Caroline du Sud, aux États-Unis. Avec plus de 200 ans d'histoire et de tradition, elle  fut construite à Columbia autour d'un bâtiment devenu aujourd'hui le cœur de son campus principal : le Horseshoe.

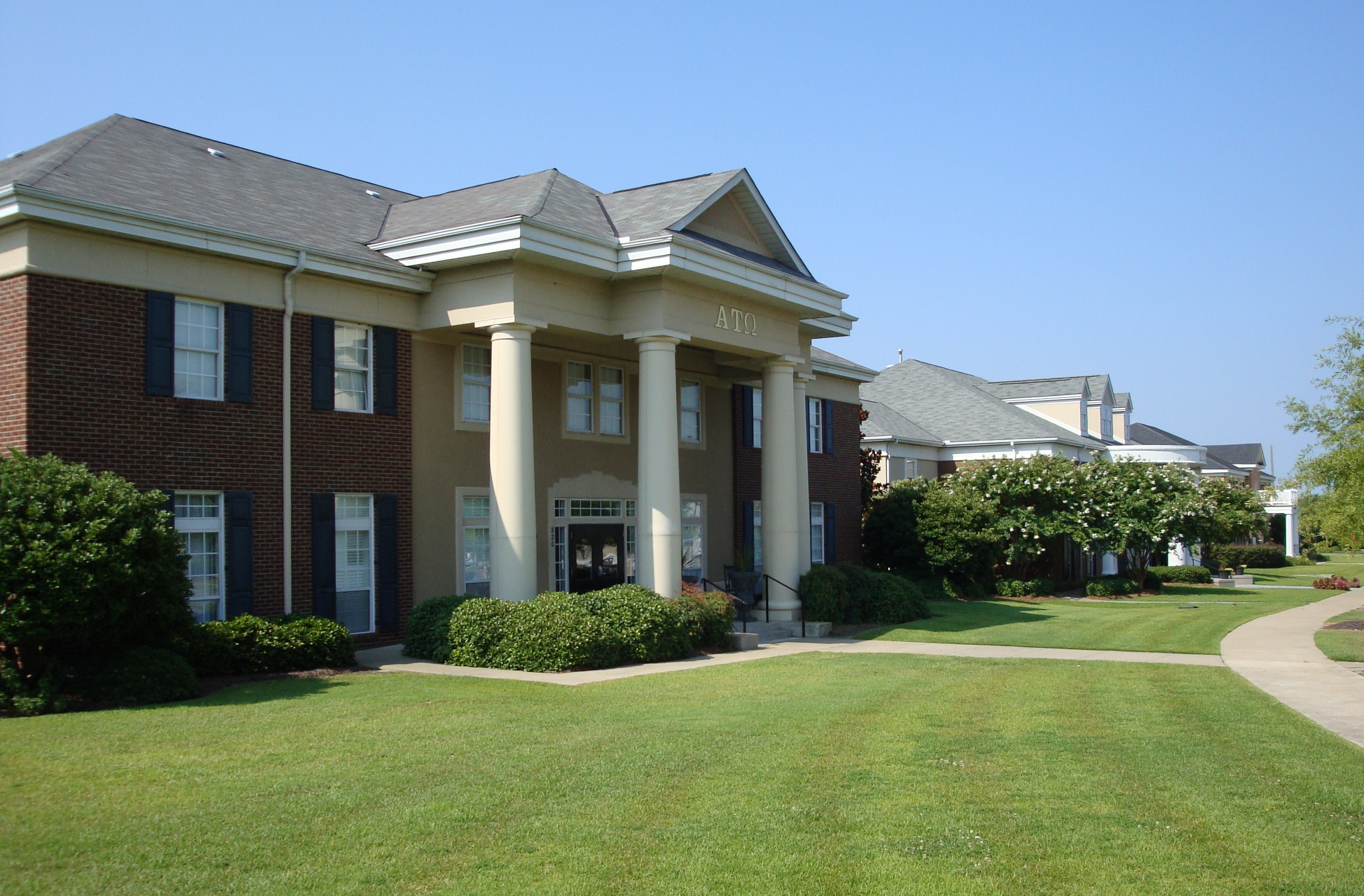
L'université de Caroline du Sud.

L'université compte actuellement plus de 40 000 étudiants et est sise à Columbia, la capitale de l'État. D'autres campus se trouvent à Aiken, à Spartanburg et à Beaufort.

## Histoire
L'université de Caroline du Sud a ouvert le 19 décembre 1801. Un des buts de la nouvelle université était de promouvoir l'État. Après la guerre de Sécession et dans un climat de controverse politique, l'USC fut la première université à employer une personne noire dans son administration. Elle accueillit également au  
sein d'une des spécialités de l'université un étudiant noir-américain. L'USC devient alors la première université des États du sud des États-Unis à diplômer des étudiants noirs. Après la Seconde Guerre mondiale, la taille de l'université grandit avec le phénomène du Baby boom. On dénombrait en effet 5 660 étudiants en 1960 et 26 000 en 1979.
La mascotte de l'université est Cocky, ses couleurs grenat et noir.
En mai 2002, Andrew A. Sorensen a été nommé 27e président de l'université.

## Vie sur le campus
Les études réalisées montrent que les étudiants vivant sur le campus sont bien plus satisfaits de leur expérience universitaire à l'USC, mais aussi ils ont de meilleurs résultats et sont diplômés dans des délais normaux.
La location d'une chambre sur le campus entraîne automatiquement la délivrance de fournitures scolaires mais aussi de la TV câblée (plus de 50 chaînes), et une connexion Internet gratuite Wi-Fi.
Vivre sur le campus permet d'atteindre en quelques minutes les quatre coins de l'université en bus, à vélo ou à pied.

## Sport
À l'USC, les équipes du sport font partie du programme sportif des Gamecocks de la Caroline du Sud.
- Baseball des Gamecocks de la Caroline du Sud
- Football américain des Gamecocks de la Caroline du Sud
- Football masculin des Gamecocks de la Caroline du Sud
- Tennis masculin des Gamecocks de la Caroline du Sud
- Athlétisme masculin des Gamecocks de Caroline du Sud
- Softball des Gamecocks de la Caroline du Sud
- Volley des Gamecocks de la Caroline du Sud

Stades
- Colonial Life Arena
- Williams-Brice Stadium
- Eugene E. Stone III Stadium
- Carolina Stadium
- Carolina Coliseum

## Autres
- Koger Center for the Arts
- South Carolina Institute of Anthropology and Archaeology
- The Daily Gamecock c'est le journal de l'université
- WUSC-FM (radio) ; SGTV (Student Gamecock Television)

## Personnalités liées à l'université

### Étudiants
- John Abraham
- Lee Atwater
- Aliyah Boston
- Billy Buckner
- Andrew Card
- Kamilla Cardoso
- Jadeveon Clowney
- Adam Everett
- Charles Frazier
- Lilian Garcia
- Leeza Gibbons
- Alvin Greene
- Brad Guzan
- Lauren Michelle Hill
- Hootie and the Blowfish
- Jesse Hughes
- Jasper Johns
- Amos Lee
- Clint Mathis
- Kevin Melillo
- George Washington Murray
- Steve Pearce
- Melvin Purvis
- Brian Roberts
- Darius Rucker
- Justin Smoak
- A'ja Wilson
- Mookie Wilson
- Josh Wolff